# Patenterteilungsverfahren
Das Patenterteilungsverfahren (englisch "patent prosecution" oder nur "prosecution") ist ein förmliches Verfahren vor einer zuständigen Behörde (evtl. Gericht), mittels dessen eine technische Erfindung auf Patentwürdigkeit geprüft und ggf. darauf ein Patent erteilt wird. Manchmal wird es auch als "Prüfungsverfahren" (englisch "examination") bezeichnet.

## Sinn
Patente sind hoheitlich erteilte, zeitlich begrenzte Verbietungsrechte, die es innerhalb eines definierten Territoriums allen außer dem Inhaber verbieten, die patentierte Lehre gewerblich zu nutzen. Nötigenfalls kann der Inhaber dieses Verbot gerichtlich durchsetzen. Um den rechtspolitisch und wirtschaftlich unerwünschten Wildwuchs von Verboten aus Patenten zu vermeiden und um den allgemeinen rechtsstaatlichen Gedanken von Rechtssicherheit und Nachvollziehbarkeit von Behördenentscheidungen Rechnung zu tragen, sind in den Patentsystemen praktisch aller Länder geordnete Verfahren für die Erteilung von Patenten vorgesehen. Mit diesen können vor den jeweils zuständigen Behörden Patente erteilt und ggf. auch wieder widerrufen werden.

## Abgrenzung
Das Patenterteilungsverfahren darf nicht mit dem Patentverletzungsverfahren (englisch "patent litigation" oder nur "litigation") verwechselt werden. Hier wird nötigenfalls diskutiert, ob eine patentierte Lehre unberechtigt benützt wird.

## Ausgestaltungen

### Registrierungssysteme
Die Patentsysteme vieler Länder sehen nur ein rudimentäres Erteilungsverfahren dahingehend vor, dass sie für die klare Definition von Inhalten und Zeitpunkten sorgen sowie die Veröffentlichung der Inhalte vornehmen. Ansonsten werden womöglich noch gewisse Formalia geprüft. Ansonsten findet eine Registrierung der Patente ohne Sachprüfung statt. Die materielle Prüfung auf Patentwürdigkeit bleibt dann dem Augenblick vorbehalten, in dem das Patent zwischen streitenden Parteien womöglich relevant wird. Das französische Patentsystem ist so strukturiert, genauso das deutsche Gebrauchsmusterrecht.

### Prüfungssysteme
Viele andere Patentsysteme sehen die vollständige Prüfung von Anmeldungen auf Patentwürdigkeit vor. In ihnen werden Patente erst erteilt, wenn alle geltenden Bedingungen erfüllt sind. Das deutsche und das europäische Verfahren sind Beispiele hierfür.

## Territorialer Bezug
Da Patente hoheitlich erteilt werden, haben sie territorial begrenzte Wirkung, und dementsprechend sind auch die jeweiligen Verfahren von begrenzter territorialer Wirkung. Gleichwohl gibt es nationale und länderübergreifende Verfahren.

### Nationale Verfahren
Fast alle Länder der Welt haben ein nationales Patentsystem, das dementsprechend ein national wirksames Verfahren für die Regelung des Bestands von im Territorium des jeweiligen Landes geltenden Patenten schaffen. Die BRD, Frankreich, die USA, Japan und China sind einige Beispiele solche Länder.

### Supranationale ("regionale") Verfahren
Darüber hinaus haben sich Gruppen von Ländern zusammengeschlossen, um einheitlich für die Region dieser Länder Patente gestalten zu können. Deshalb haben sie Patenterteilungskompetenzen an entsprechend geschaffene Systeme und Behörden übertragen. Oft geschah diese Übertragung, ohne die nationale Kompetenz dafür aufzugeben, so dass für die jeweiligen Länder dann einerseits der nationale und andererseits der regionale Weg zum Erwirken eines Patens zur Verfügung steht.

#### EP-Verfahren
Die Europäische Patentorganisation, Betreiberin des Europäischen Patentamts, ist ein Zusammenschluss vieler Länder Europas unabhängig von der Europäischen Union, die für die Mitgliedsstaaten ein einheitliches Erteilungsverfahren für gleichlautendes und weitgehend gleich wirkendes Patent geschaffen hat, siehe auch weiter unten auf dieser Seite.

#### PCT-Verfahren
Das Verfahren unter dem Patentzusammenarbeitsvertrag führt nicht zur Erteilung von Patenten, sondern allenfalls, wenn der Anmelder es wünscht, zu einer gutachtlich verstehbaren Stellungnahme eines Patentamts. Diese muss von nachgeschalteten Patentämtern beachtet werden. Darüber hinaus liefert das PCT-Verfahren für eine große Zahl von Ländern weltweit einen gemeinsamen und deshalb insoweit noch relativ kostengünstigen förmlichen Einstieg in das jeweilige nationale System. Dieser muss allerdings zu gegebener Zeit national fortgesetzt werden.

#### Andere
Die ARIPO (African Regional Intellectual Property Organization) ist ein Zusammenschluss afrikanischer Länder für ein gemeinsames Patenterteilungswesen.
Die EAPO (Eurasische Patentorganisation) ist der Zusammenschluss der Nachfolgerstaaten der ehemaligen UdSSR für ein gemeinsames Patenterteilungswesen.

## Verfahrensprämissen

### Interessenausgleich Erfinder – Öffentlichkeit
Mit einem Patent und der vorherigen Patentanmeldung wird das immaterielle Gut einer technischen Erfindung in das Rechtssystem eingeführt und handhabbar gemacht. Dies muss rechtsstaatlichen Aspekten genügen, insbesondere Aspekten der Rechtssicherheit, der Nachvollziehbarkeit und der Vorhersehbarkeit von Ergebnissen. Hierbei ist nicht nur das Interesse des Patentanmelders zu berücksichtigen, sondern auch das Interesse derjenigen, die sich womöglich eines Tages dem Unterlassungsanspruch aus dem Patent ausgesetzt sehen, also letztendlich der Öffentlichkeit. Patentämter sind deshalb nicht der Helfer der Erfinder, sondern haben einen Interessenausgleich zwischen denen des Erfinders und denen der betroffenen Öffentlichkeit vorzunehmen. Der Erfinder soll diejenigen Patente bekommen, die er verdient. Die Öffentlichkeit soll vor ungerechtfertigten Patenten geschützt werden.

### Schriftliches Verfahren
Um das Erteilungsverfahren nachvollziehbar und rechtssicher zu machen, ist es a priori ein schriftliches (§ 34 PatG). Es kann auch zu einer Anhörung (§ 46 PatG) oder mündlichen Verhandlungen kommen. Diese werden aber auch schriftlich dokumentiert. Kleinere Absprachen werden manchmal telefonisch getroffen. Auch sie müssen aber schriftlich bestätigt werden.

### Öffentlichkeit, Veröffentlichung
Patentanmeldungen und auch später darauf erteilte Patente werden amtlicherseits veröffentlicht. Heute geschieht dies durch Einstellen und Zugänglichmachen der jeweiligen Schriften in öffentlich zugängliche Datenbanken. In allen wichtigen Patentsystemen der Welt werden Patentanmeldungen 18 Monate nach ihrer ersten Anmeldung veröffentlicht. Patente werden unmittelbar nach ihrer Erteilung veröffentlicht. Nicht nur die Ergebnisse sind öffentlich, sondern auch das gesamte Verfahren, so dass Argumentationen und Sichtweisen nachvollzogen werden können. Um dies zu erreichen, gibt es entweder das Mittel der Akteneinsicht, oder die Verfahren können anhand öffentlich zugänglicher Datenbanken nachvollzogen werden.

### Antragsprinzip
Das Patentamt kann einem Patentanmelder nicht ein vom Amt formuliertes, vermeintlich passendes Patent erteilen. Vielmehr hat der Anmelder von ihm selbst formulierte Anträge dem Amt vorzulegen, zu denen der Prüfer Stellung zu nehmen hat.

## Deutsches Patenterteilungsverfahren
Für das deutsche Patenterteilungsverfahren ist das Deutsche Patent- und Markenamt mit Hauptsitz in München ausschließlich zuständig. Im Jahr 2015 wurden bei ihm 66889 Patentanmeldungen eingereicht, also ca. 270 pro Werktag. Diese Anmeldungen können das nachfolgend beschriebene Verfahren durchlaufen, um ggf. zu einem Patent zu erstarken, das im Territorium der BRD seine rechtliche Wirkung entfaltet.

### Ablauf

#### Ausarbeitung einer Patentanmeldung
Bevor das Verfahren vor dem Patentamt beginnt, muss der Anmelder eine Beschreibung seiner Erfindung anfertigen. Das Textwerk wird oft kurz als „Patentanmeldung“ angesprochen.
Dieses Textwerk ist im Hinblick auf einerseits natürlich den technischen Gehalt der Erfindung abzufassen, aber andererseits auch die rechtlichen, oben kurz angesprochenen Rahmenbedingungen. Häufig führt dies dazu, dass Patentanmeldungstexte markant anders aussehen als Texte, die nur unter technischen Gesichtspunkten geschrieben werden.

#### Einreichung, Antragstellung, Gebührenzahlung
Wenn der Anmeldungstext ausgearbeitet ist, wird er zusammen mit weiteren Angaben beim deutschen Patentamt eingereicht. Dies kann konventionell geschehen oder auch elektronisch mittels eines zertifizierten Verfahrens. E-Mail oder Fax alleine reichen nicht aus. Anmelder mit (Wohn-)Sitz im Inland können unmittelbar selbst anmelden oder können sich von einem Patent- oder Rechtsanwalt vertreten lassen.
Bei der Einreichung hat der Anmelder zwischen verschiedenen Verfahrensmöglichkeiten die Wahl:
- Wenn er das materielle Prüfungsverfahren sofort anstoßen will, muss er den Prüfungsantrag stellen und die Gebühr dafür bezahlen.
- Wenn er das materielle Prüfungsverfahren noch nicht anstoßen will, aber amtlich ermitteln lassen will, was es Relevantes gegen seine Anmeldung gibt (den sog. "Stand der Technik"), muss er den Rechercheantrag stellen und die Gebühr dafür bezahlen. Im vorher genannten Prüfungsantrag ist der Rechercheantrag enthalten.
- Der Anmelder kann seine Anmeldung auch ohne die genannten Anträge einreichen. Dann passiert amtlicherseits außer der Zuweisung eines Aktenzeichens gar nichts. Wenn allerdings nicht binnen sieben Jahren nach Anmeldung der Prüfungsantrag gestellt wird, gilt die Anmeldung als zurückgenommen.

Wenn der Anmelder unter dem Prioritätsrecht den Anmeldetag einer früheren Anmeldung in Anspruch nehmen will, sollte er dies gleich bei der Anmeldung detailliert mitteilen.
Außerdem müssen die fälligen Gebühren gezahlt werden.

#### Amtsinterne Zuweisung, Recherche und Erstbescheid
Nach dem Eingang der Anmeldung wird die Patentanmeldung entsprechend der internationalen Patentklassifikation klassifiziert und dann amtsintern dem laut Geschäftsplan zuständigen Prüfer zugewiesen.
Wenn der Anmelder gleich anfänglich den Rechercheantrag gestellt hat, wird der Prüfer dann recherchieren, welche relevanten früheren Veröffentlichungen (der sog. "Stand der Technik") es betreffend der Erfindung gibt und wird das Rechercheergebnis dem Anmelder in Form einer unkommentierten Auflistung mitteilen (§ 43 PatG).
Wenn der Anmelder auch den Prüfungsantrag gestellt hat, wird der Prüfer über das Rechercheergebnis hinaus seine Meinung zur Patentwürdigkeit der in den Patentansprüchen der Anmeldung beschriebenen Erfindung dem Anmelder in Form eines ersten schriftlichen Bescheids mitteilen und ihm eine Antwortfrist (häufig zwei bis vier Monate, oft auf Antrag verlängerbar) setzen (§ 44 PatG). Bei Neuanmeldungen ohne Prioritätsbeanspruchung, für die gleich der Prüfungsantrag gestellt wurde, sollen die Prüfer innerhalb von acht Monaten nach dem Eingang der Anmeldung den Erstbescheid an den Anmelder schicken. Statt eines ersten Bescheides ist auch der sofortige Patenterteilungsbeschluss möglich. Praktisch ist dies aber sehr selten der Fall.

#### Weiteres Prüfungsverfahren
Im o. g. Bescheid (und ggf. auch in den folgenden) teilt der Prüfer dem Anmelder Mängel mit, die nach Auffassung des Prüfers in der Anmeldung vorliegen und die behoben werden müssen, wenn es zu einer Patenterteilung kommen soll. Die Mängel können formaler Natur sein (z. B. wurden nur skizzenhafte Zeichnungen eingereicht, Reinzeichnungen sind erforderlich) oder substanzieller (typisch: nach Ansicht des Prüfers beschreiben die Patentansprüche etwas, was seiner Auffassung nach nicht auf erfinderischer Tätigkeit beruht).
Innerhalb der gesetzten Frist hat der Anmelder zu antworten. Prinzipiell hat er zwei Möglichkeiten:
- Wenn er der Auffassung ist, dass der Prüfer mit seiner Beanstandung Recht hat, muss er die Anmeldungsunterlagen im Rahmen des Zulässigen ändern, um die Beanstandung auszuräumen.
- Wenn er der Auffassung ist, dass der Prüfer mit seiner Beanstandung nicht Recht hat, muss er gegen die Beanstandung argumentieren.

Der Anmelder muss auf den Bescheid des Prüfers schriftlich in Form einer sogenannten „Bescheidserwiderung“ antworten. In bzw. mit ihr muss er die nötigen geänderten Unterlagen einreichen oder die nötigen Argumente vorbringen.
Auf diese Weise kann sich zwischen Amt und Anmelder ein schriftliches Hin und Her aus Bescheiden und Bescheidserwiderungen entwickeln. Eine "Runde" davon dauert wenigstens einige Monate.
Wenn es der Anmelder beantragt, kann es auch zu einer persönlichen Rücksprache ("Anhörung") mit dem Prüfer kommen, in der die Sachlage unmittelbar diskutiert werden kann.

#### Beschlussfassung
Wenn der Prüfer zu der Auffassung kommt, dass alles Nötige und Mögliche gesagt und gemacht und dem Anmelder rechtliches Gehör gewährt wurde, kann er das Prüfungsverfahren durch Beschluss beenden. Der Beschluss wird positiv ("Patenterteilungsbeschluss" – § 49 PatG) sein, wenn alle Beanstandungen ausgeräumt werden konnten, oder wird negativ sein ("Zurückweisungsbeschluss" – § 48 PatG), wenn Beanstandungen nicht ausgeräumt werden konnten. Auch am Ende einer Anhörung kann der Prüfer Beschluss fassen. Mit einem solchen Beschluss ist die erste Instanz beendet. Der Beschluss muss schriftlich begründet werden.

#### Beschwerde, Rechtsbeschwerde
Der Anmelder kann einen gegen ihn negativen Beschluss mit der Beschwerde anfechten (§§ 73 ff PatG). Für die Behandlung der Beschwerde ist einer der Senate des Bundespatentgerichts in München ausschließlich zuständig. Auch hier beginnt das Verfahren schriftlich. Es kommt aber in jedem Fall zu einer mündlichen Verhandlung, an deren Ende in der Regel wieder Beschluss gefasst wird.
Gegen negative Beschlüsse des Bundespatentgerichts ist nur in Ausnahmefällen noch unter bestimmten Voraussetzungen die Rechtsbeschwerde zum Bundesgerichtshof zulässig.

#### Einspruchsverfahren
Mit dem Einspruch können andere als der Patentinhaber die Rechtsbeständigkeit des erteilten Patents überprüfen lassen.

### Beteiligte

#### Anmelder
Der im amtlichen Register eingetragene Anmelder gilt als Inhaber (Eigentümer) der Anmeldung und darf für die Anmeldung tätig werden, also für sie argumentieren oder sie ändern. Er ist Partei im Erteilungsverfahren. Jemand, der im amtlichen Register nicht als Patentanmelder oder Patentinhaber registriert ist, ist nicht berechtigt, für die Anmeldung tätig zu werden, selbst wenn er der tatsächliche Eigentümer der Anmeldung wäre. Die Verfahrensberechtigung ist – anders als die Inhaberschaft – an den Registereintrag gekoppelt. Wenn der tatsächliche Inhaber nicht als solcher registriert ist, aber im Verfahren tätig werden möchte, muss er dafür Sorge tragen, dass er im Register eingetragen wird.

#### Vertreter
Der Anmelder muss nicht selbst mit dem Patentamt kommunizieren. Er kann sich stattdessen professionell von einem dafür zugelassenen und vom Anmelder zu bevollmächtigenden Vertreter vertreten lassen. Häufig geschieht dies durch einen Patentanwalt. Es kann auch durch einen Rechtsanwalt oder durch einen Angestellten des anmeldenden Unternehmens geschehen. Der Schriftverkehr erfolgt dann zwischen Amt und dem Vertreter, der wiederum in Abstimmung mit dem Anmelder, seinem Mandanten, handelt.

#### Prüfer, Prüfungsstellen
Im Patentamt sind sog. „Prüfungsstellen“ eingerichtet. Diese sind jeweils durch einen Patentprüfer besetzt, der befugt ist, die Patenterteilung oder die Zurückweisung der Anmeldung zu beschließen.

#### Im Einspruchsverfahren
Im Patentamt sind sog. „Patentabteilungen“ eingerichtet, die für ein Patent im Einspruchsverfahren zuständig sind (§ 27 PatG). Diese sind mit mindestens drei Mitgliedern, davon mindestens zwei technisch ausgebildete Patentprüfer, besetzt, die durch Mehrheitsentscheidung Beschlüsse fällen. Der frühere Patentanmelder ist jetzt Patentinhaber und auch wieder Verfahrensbeteiligter, ggf. mit seinem Vertreter. Hinzu kommt der Einsprechende, auch wieder ggf. mit seinem Vertreter. Es können mehrere Parteien Einspruch erheben, die auch unterschiedliche Vertreter haben können.

### Dauer
Die Erteilung eines Patents binnen eines Jahres kommt vor, ist aber selten. Regelmäßig dauert das Prüfungsverfahren zwei bis vier Jahre. Zwei oder drei Bescheide und Bescheidserwiderungen werden ausgetauscht, bevor Beschluss gefasst wird.

### Amtliche Gebühren, Kosten
Die amtlichen Gebühren des DPMA für eine Patentanmeldung sind vergleichsweise niedrig, Stand Oktober 2016 von Anmeldung bis Erteilung 490 €. Deutlich höher werden in der Regel die Kosten eines womöglich eingeschalteten Patentanwalts sein.

### Rechtsgrundlage
Das Patenterteilungsverfahren vor dem DPMA und dem BPatG ist a priori im deutschen Patentgesetz geregelt, das ergänzend auf die Zivilprozessordnung verweist.

## Europäisches Patenterteilungsverfahren
Das Patenterteilungsverfahren vor dem Europäischen Patentamt gleicht weitgehend dem vor dem deutschen Patentamt. Nachfolgend werden einige der wichtigeren Unterschiede beschrieben.
Territorialer Bezug: Der Anmelder kann (am Ende des Verfahrens) wählen, in welchen Ländern Europas das im Verfahren ausgearbeitete Patent entstehen soll.
Prüfungsabteilung: Beschlüsse zu Patenten werden von einem Dreierkollegium von Prüfern gefällt.
Gebühren: Die amtlichen Gebühren des europäischen Patentamts sind wesentlich höher als die des deutschen, Stand Oktober 2016 von Anmeldung bis Erteilung 4.565 €.
Rechtsgrundlage des Verfahrens vor dem europäischen Patentamt ist das Europäische Patentübereinkommen.